# Alta Igreja (luteranismo)
A Alta Igreja, no luteranismo, é um movimento que começou no século XX na Europa e que enfatiza práticas de culto e doutrinas que são semelhantes às encontradas tanto no Catolicismo Romano e na Ortodoxia Oriental como na ala anglocatólica do Anglicanismo. No uso mais geral do termo, descreve as características gerais da Alta Igreja do luteranismo nos países nórdicos, como a Suécia, a Finlândia e os países bálticos. Os países mencionados, outrora parte do Império Sueco, têm tradições católicas mais marcadamente preservadas na Igreja Evangélica Luterana.
Está intimamente relacionado ao conceito de "catolicismo evangélico", que enfatiza a catolicidade do luteranismo.

## Antecedentes
Os termos Igreja Alta e Igreja Baixa não pertencem originalmente à tradição luterana; historicamente, estes foram aplicados a grupos litúrgicos e teológicos particulares dentro do anglicanismo.As diferenças teológicas dentro do luteranismo não foram tão marcantes quanto as da Comunhão Anglicana; Os luteranos foram historicamente unificados na doutrina expressa no Livro de Concórdia e agora na Federação Luterana Mundial. No entanto, bem cedo no luteranismo, as polaridades começaram a se desenvolver devido à influência da tradição reformada , levando ao chamado " cripto-calvinismo ". O movimento pietista no século XVII também moveu a igreja luterana em uma direção que seria considerada "igreja baixa" pelos padrões anglicanos. O pietismo e o racionalismo levaram não apenas à simplificação ou mesmo à eliminação de certos elementos cerimoniais, como o uso de vestimentas, mas também à celebração menos frequente da Eucaristia , no final da era da ortodoxia luterana . Tem havido muito pouco iconoclasmo nas igrejas luteranas e os edifícios da igreja têm permanecido ricamente mobilados com ícones e imagens. Também alguns mosteiros continuaram como luteranos após a Reforma. Abadia de Loccum e Abadia de Amelungsbornna Alemanha tem as tradições mais longas como mosteiros luteranos.
Nas antigas ordens da igreja , no entanto, havia muita variação que agora poderia ser descrita como "igreja alta" ou "igreja baixa". Um exemplo dos mais católicos é a Portaria da Igreja Sueca 1571. A ordem do dia da Ordem da Igreja de Margravia de Brandemburgo (1540) continha uma provisão extraordinariamente rica para usos cerimoniais. Este legado do luteranismo de Brandemburgo foi mais tarde visível na resistência dos antigos luteranos ao compromisso na doutrina da presença real. Outras ordens da igreja seguindo de perto os ritos e cerimônias anteriores à Reforma foram o Palatinado-Neuburgo (1543, mantendo uma oração eucarística.) e Áustria (1571, preparado por David Chytraeus).
Um fato interessante é que William Augustus Mühlenberg, pai do movimento ritualista na Igreja Episcopal dos Estados Unidos da América, era originalmente luterano e veio de uma família luterana.
Na Europa, após longa influência do pietismo, do racionalismo teológico e, finalmente, do neoprotestantismo alemão do século XIX, desenvolveu-se um terreno para a Igreja suprema do século XX ou para o Movimento Católico Luterano. Os termos "Alta Igreja" (Católica Luterana) e "Igreja Baixa" (Evangélico confessional) começaram a ser usados para descrever as diferenças dentro da tradição luterana. No entanto, essa terminologia não é característica da identidade de um luterano, como costuma acontecer com um anglicano.

## Movimentos da igreja alta

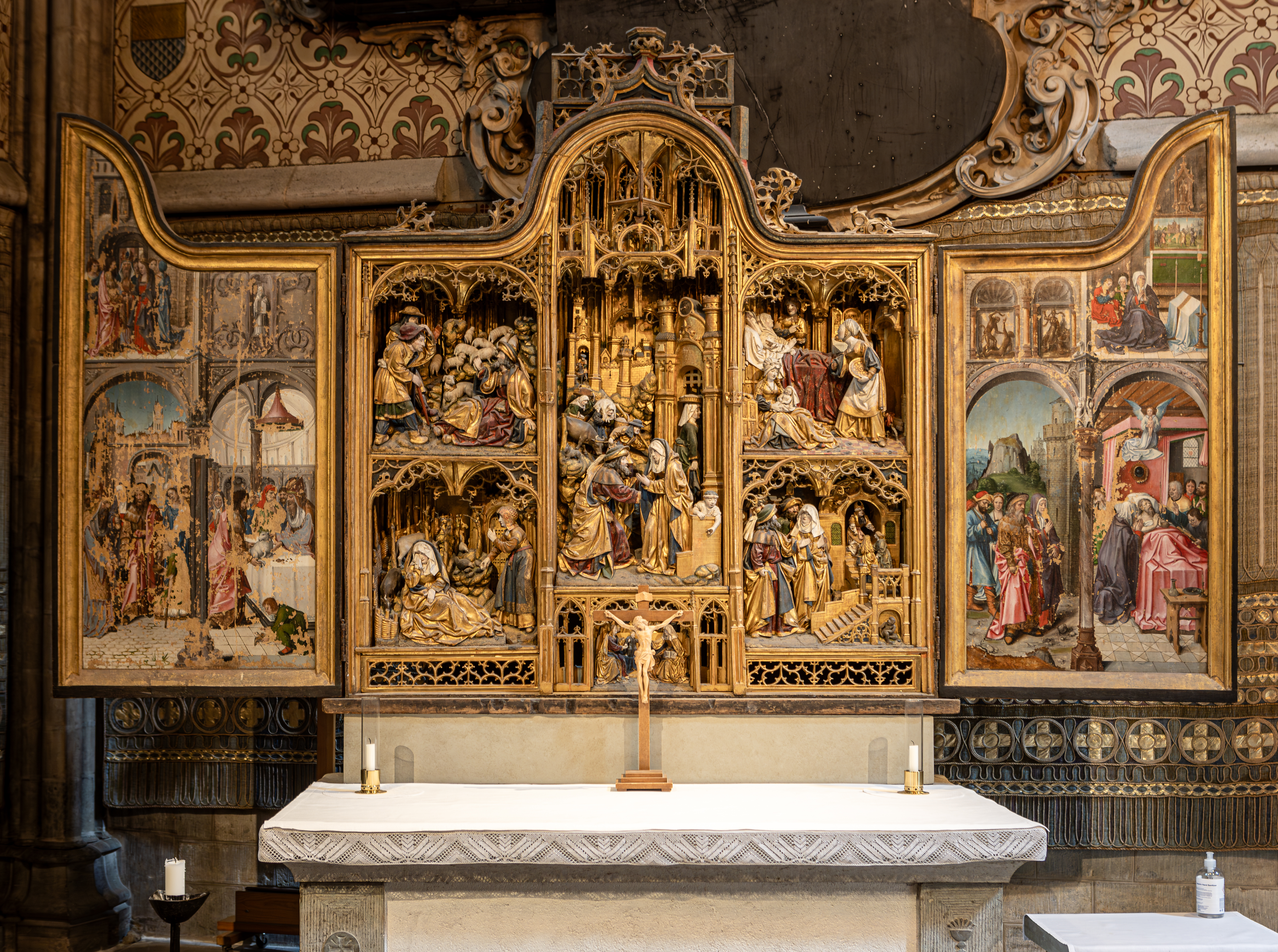
Altar da catedral de Uppsala, Suécia. faz parte do movimento High Church da igreja Luterana

As raízes do movimento  High Church da Igreja estão em precedente do século XIX neo-luteranismo,  luteranismo confessional, anglo-catolicismo e o Movimento Litúrgico . O movimento da igreja alta luterana tem sido muito menos significativo do que, por exemplo, anglo-catolicismo dentro da Comunhão Anglicana . O alto luteranismo da igreja tem sido frequentemente (especialmente nas igrejas escandinavas) um movimento de avivamento teologicamente ortodoxo , pelo menos entre o clero, com uma forte eclesiologia , em oposição à Igreja do Estado e às ideologias da " Igreja popular ", que paralela dentro da Igreja Anglicana. A esse respeito, há semelhanças com o Movimento Oxford no anglicanismo. O alcance dentro do Movimento da Alta Igreja varia de um espectro de moderado a papalista. O movimento High Church e está lentamente ganhando apoio.
No norte da Europa, o termo High Church tem sido freqüentemente usado pejorativamente, uma vez que os luteranos nórdicos preferem a tradicional liturgia evangélica luterana. e não foi necessariamente usado pelos pioneiros do movimento, que se identificaram como católicos da Confissão de Augsburgo. No entanto, o termo "igreja alta" se estabeleceu pelo menos na Suécia e na Alemanha. O termo "igreja alta"  foi criticado por teólogos como Hermann Sasse (no contexto alemão) como não se integrar na autêntica tradição luterana. Entre "igreja baixa" protestante liberal , protestante, Luteranos pietistas, o luteranismo católico evangélico é visto como uma violação dos ideais da reforma protestante.
Enquanto muitas vezes as autoridades da Igreja, por meio de diversas ações, tentaram impedir a formação de paróquias católica luterana (High Church) dentro das Igrejas de Estados europeus, o movimento católico foi preservado por muitas confrarias, ordens religiosas e comunidades monásticas. Está crescendo em países como a Noruega.
Movimentos da igreja alta têm, em alguns casos, especialmente no norte da Europa, caído em crise por causa da questão da ordenação de mulheres. Na Alemanha, por outro lado, a questão principal tem sido a falta de episcopado histórico e sucessão apostólica.
Ainda assim, o movimento High Church influenciou corpos inteiros da igreja e, em alguns casos, desenvolveu expressões liberais. A ênfase litúrgica nem sempre indica o luteranismo católico, pois na Igreja Luterana houve influência do Movimento Litúrgico também fora do movimento católico. Assim, na Europa, uma certa dose de interesse da "alta igreja" tem sido baseada em estética, gostos em paramentos , vestimentas e cerimônias, sem qualquer argumentação teológica ou senso de continuidade histórica. Da mesma forma, o interesse em igrejas medievais pode não ter nenhuma preocupação com a teologia por trás da forma de adoração que ocorre dentro desses edifícios.

## Praticas litúrgicas

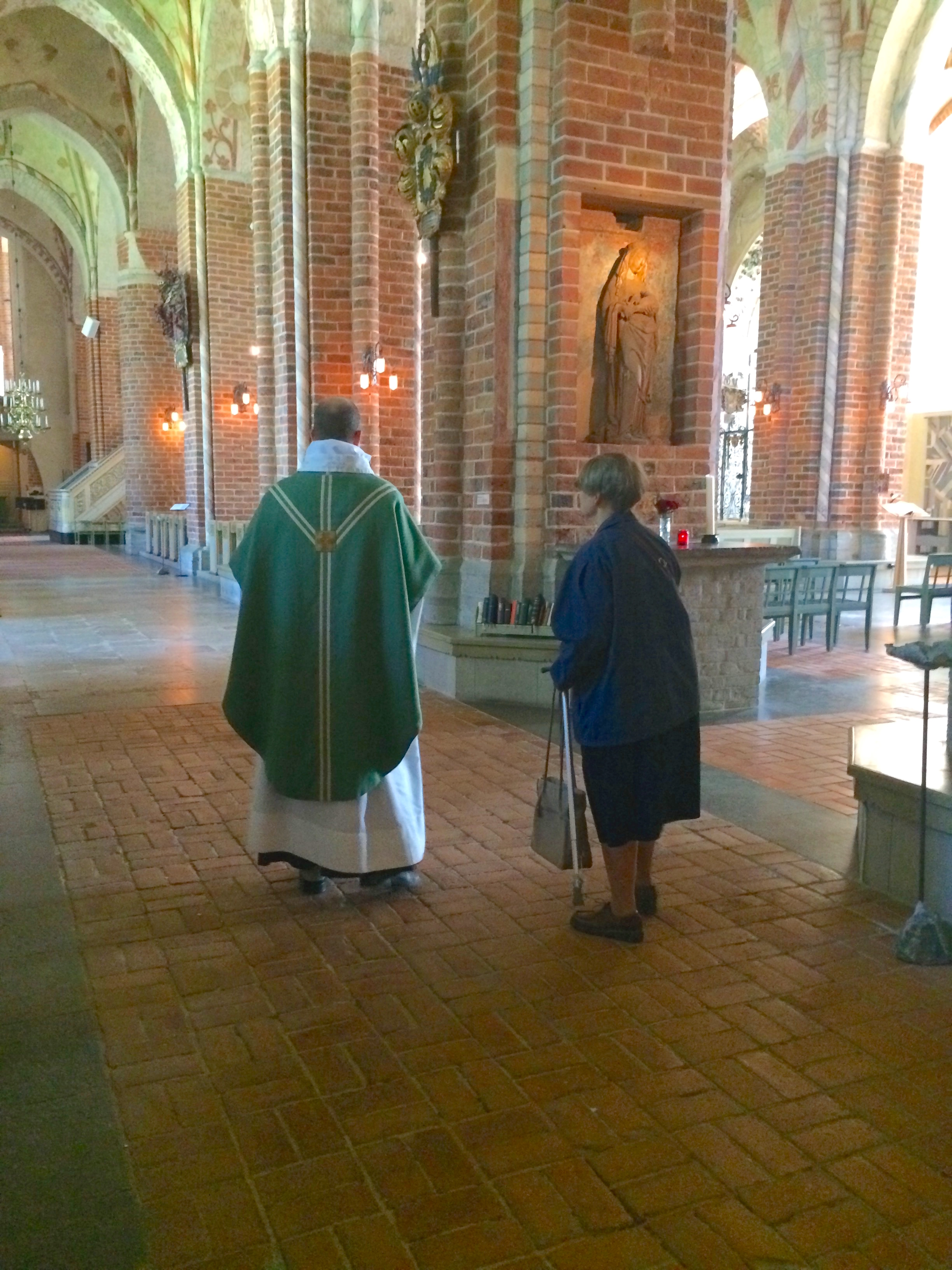
Sacerdote luterano na Catedral de Strängnäs, Suécia. Preparando-se para a celebração da missa.

A liturgia formal baseada na missa católica ocidental com diferentes graus de canto , o uso de música de órgão , crucifixos , cálices de prata , anfitriões e o uso de vestimentas para a Sagrada Comunhão sempre foi característico do culto luterano. O uso de hospedeiros tem sido uma maneira importante de expressar a crença na presença real  O retorno da Missa semanal, o sinal da cruz , a oração eucarística e o uso regular de vestimentas em todas as igrejas são resultados do movimento litúrgico , mas coisas como servidores de altar, As procissões evangélicas, o incenso , aspersões, uma oração eucarística completa (isto é, incluindo a epiclese, e não apenas as palavras de Instituição de Cristo ) são consideradas "igreja alta". Também a genuflexão , juntamente com a elevação do hospedeiro e do cálice, é freqüentemente considerada entre os luteranos mais protestantes como práticas católicas, embora o próprio Martinho Lutero tivesse essas práticas e apoiasse elas. Elas eram parte do luteranismo primitivo. Nas igrejas luteranas, o uso de sinos de altar durante a elevação (para chamar a atenção da congregação durante as Palavras de Instituição) foi praticado ocasionalmente até o século XVIII. A adoração do Santíssimo Sacramento durante o momento da Elevação é também uma prática luterana. Exceto em ocasiões especiais das sociedades da Igreja sueca entre a igreja mais alta das Igrejas Luteranas norte-americanas como a Igreja Católica Anglo-Luterana , a Benedição do Santíssimo Sacramento raramente é praticada, mesmo em alta círculos da igreja. Ao contrário da Igreja Anglicana, o uso de "Fiddleback" casulas não são vistos como uma adesão a prática Católica Romana, porque eles eram tradicionalmente usados em igrejas luteranas na Alemanha até o Iluminismo, e em países nórdicos até o Movimento litúrgico. Hoje eles são mais raros e não são necessariamente favorecidos pelo clero nos países nórdicos por causa das associações com a antiga era do declínio litúrgico.